# جوابش را پیدا کن
جوابش را پیدا کن (به انگلیسی: Figure It Out) یک مسابقه تلویزیونی کودکانه به میزبانی سامر ساندرز بود که بین ۷ ژوئیه ۱۹۹۷ تا ۱۲ دسامبر ۱۹۹۹ از شبکه نیکلودین پخش می‌شد.
در این مسابقه کودکانی با مهارت‌های خاص یا دستاوردهای ویژه به عنوان شرکت‌کننده با یکدیگر به رقابت می‌پرداختند و سعی می‌کردند عبارتی که توصیفی از استعداد رقیب بود را حدس بزنند.
مدت کوتاهی پس از پخش آخرین قسمت سری اول این مجموعه تلویزیونی، شبکه نیک گاز اقدام به پخش تکرار آن کرد.این موضوع تا سال ۲۰۰۷ که فعالیت این شبکه متوقف شد ادامه داشت. این مجموعه در استودیو نیکلودین واقع در یونیورسال استودیوز در اورلندو فلوریدا ضبط می‌شد.

## فصل‌ها
| نام                            | زمان اجرا | قسمت‌ها |
| ------------------------------ | --------- | ------ |
| جوابش را پیدا کن               | ۱۹۹۷      | ۴۰     |
| جوابش را پیدا کن               | ۱۹۹۷-۱۹۹۸ | ۴۰     |
| جوابش را پیدا کن: مدل خانوادگی | ۱۹۹۸-۱۹۹۹ | ۴۱     |
| جوابش را پیدا کن: مدل طوفانی   | ۱۹۹۹      | ۴۱     |